# NASDAQ-100 Open 2006
Die NASDAQ-100 Open 2006 waren ein Tennisturnier der WTA Tour 2006 für Damen und ein Tennisturnier der ATP Tour 2006 für Herren in Key Biscayne, welche zeitgleich vom 20. März bis zum 2. April 2006 in Miami, Florida stattfanden.

## Herrenturnier
→ Hauptartikel: NASDAQ-100 Open 2006/Herren

## Damenturnier
→ Hauptartikel: NASDAQ-100 Open 2006/Damen